# Discografia de SM Station
O SM Station é um projeto de música digital da gravadora sul-coreana SM Entertainment. Ele se comprometeu a lançar um single digital toda sexta-feira a partir de 3 de fevereiro de 2016.

## Álbuns

### Colatânea
| Detalhes do álbum                                                                                 | Melhores posições nas tabelas | Vendas       |
| Detalhes do álbum                                                                                 | COR                           | Vendas       |
| ------------------------------------------------------------------------------------------------- | ----------------------------- | ------------ |
| SM Station Season 1 - Lançamento: 6 de abril de 2017 - Gravadora: SM Entertainment - Formatos: CD | 11                            | - COR: 3,921 |

## Temporadas

### Primeira temporada: 2016–2017
| Título                                                                                    | Artistas/Produtores                              | Data de lançamento | Melhores posições nas tabelas | Melhores posições nas tabelas | Venas (DL)       |
| Título                                                                                    | Artistas/Produtores                              | Data de lançamento | COR                           | EUA World                     | Venas (DL)       |
| 2016                                                                                      | 2016                                             | 2016               | 2016                          | 2016                          | 2016             |
| ----------------------------------------------------------------------------------------- | ------------------------------------------------ | ------------------ | ----------------------------- | ----------------------------- | ---------------- |
| "Rain"                                                                                    | Taeyeon                                          | 3 de fevereiro     | 1                             | 3                             | - COR: 2,500,000 |
| "Tell Me (What Is Love)"                                                                  | D.O. × Yoo Young-jin                             | 19 de fevereiro    | 12                            | 2                             | - COR: 145,281   |
| "Because of You"                                                                          | Kenzie × Matthew Tishler × Yoon Mi-rae           | 26 de fevereiro    | 19                            | —                             | - COR: 184,125   |
| "Spring Love" (봄인가 봐)                                                                 | Eric Nam × Wendy                                 | 4 de março         | 7                             | —                             | - COR: 820,131   |
| "Deoksugung Stonewall Walkway" (덕수궁 돌담길의 봄)                                       | Yoona (feat. 10cm)                               | 11 de março        | 24                            | 7                             | - COR: 194,752   |
| "Your Voice" 한마디)                                                                      | Heritage × Jonghyun                              | 18 de março        | 106                           | —                             | - COR: 29,836    |
| "Borders"                                                                                 | Amber                                            | 25 de março        | 205                           | —                             | —                |
| "Regrets and Resolutions"                                                                 | Kim Il-ji × Moon Jung-jae                        | 1 de abril         | —                             | —                             | —                |
| "Lil' Something" (썸타)                                                                   | Chen × Heize × Vibe                              | 8 de abril         | 12                            | 17                            | - COR: 402,402   |
| "Narcissus" (나르시스)                                                                    | M&D (Heechul, Jungmo) × Wheein (of Mamamoo)      | 15 de abril        | 140                           | —                             | —                |
| "Pain Poem" (서툰 시)                                                                     | Kim Bum-soo × Kenzie                             | 22 de abril        | 97                            | —                             | - COR: 26,548    |
| "Mindjack"                                                                                | Inlayer                                          | 29 de abril        | —                             | —                             | —                |
| "Wave"                                                                                    | R3hab × f(Luna+Amber) × Xavi&Gi                  | 6 de maio          | —                             | 5                             | —                |
| "The Day"                                                                                 | Baekhyun × K.Will                                | 13 de maio         | 8                             | 21                            | - COR: 351,025   |
| "Touch You" (울려 퍼져라)                                                                 | Dana                                             | 20 de maio         | 228                           | —                             | —                |
| "Monodrama" (独角戏)                                                                      | Lay                                              | 27 de maio         | 155                           | 5                             | —                |
| "You're The Boss" (너만 잘났냐)                                                           | Kim Sook × Yoon Jung-soo                         | 3 de junho         | —                             | —                             | —                |
| "Heartbreak Hotel"                                                                        | Tiffany (feat. Simon Dominic)                    | 10 de junho        | 84                            | —                             | - COR: 29,145    |
| "No Matter What"                                                                          | BoA × Beenzino                                   | 17 de junho        | 7                             | 17                            | - COR: 246,889   |
| "Definition of Love"                                                                      | Lee Dong Woo × Orphée Noah                       | 24 de junho        | —                             | 20                            | —                |
| "My Hero" (나의 영웅)                                                                     | Cho Yeongsu × Kassy × Leeteuk × Suho             | 1 de julho         | 177                           | —                             | —                |
| "Way Back Home" (집 앞에서)                                                               | J-Min × Sim Eun-jee                              | 8 de julho         | —                             | —                             | —                |
| "My Show"                                                                                 | Cha Ji-yeon × LDN Noise                          | 15 de julho        | —                             | —                             | —                |
| "All Mine"                                                                                | f(x)                                             | 22 de julho        | 12                            | 2                             | - COR: 229,115   |
| "Taste the Feeling"                                                                       | NCT 127 × Coca-Cola                              | 29 de julho        | —                             | —                             | —                |
| "Sailing (0805)" (그 여름 (0805))                                                         | Girls' Generation                                | 5 de agosto        | 13                            | 6                             | - COR: 181,696   |
| "Starry Night" (밤과 별의 노래)                                                           | Lee Jin-ah × Onew                                | 12 de agosto       | 47                            | —                             | - COR: 65,044    |
| "Secret"                                                                                  | Seohyun × Yuri                                   | 19 de agosto       | 149                           | 10                            | - COR: 11,481    |
| "Born to be Wild"                                                                         | Hyoyeon × Jo Kwon × Min × JYP                    | 26 de agosto       | 164                           | 11                            | —                |
| "$10"                                                                                     | Hitchhiker                                       | 2 de setembro      | —                             | —                             | —                |
| "Pit-A-Pat" (두근두근)                                                                    | SM × BANA                                        | 9 de setembro      | —                             | —                             | —                |
| "Dancing King"                                                                            | Exo × Yoo Jae-suk                                | 17 de setembro     | 2                             | 2                             | - COR: 648,506   |
| "Cosmic"                                                                                  | Bada × Ryeowook                                  | 23 de setembro     | —                             | —                             | —                |
| "Heartbeat"                                                                               | Amber × Luna (feat. Ferry Corsten, Kago Pengchi) | 2 de outubro       | —                             | —                             | —                |
| "Years"                                                                                   | Alesso × Chen                                    | 7 de outubro       | —                             | —                             | - COR: 21,726    |
| "Runnin'" (우리 둘)                                                                       | Henry × Soyou                                    | 14 de outubro      | —                             | —                             | - COR: 30,801    |
| "Music is Wonderful"                                                                      | BeatBurger (feat. BoA)                           | 19 de outubro      | —                             | —                             | —                |
| "Nightmare"                                                                               | Yoon Do-hyun × Reddy × G2 × Inlayer × Johnny     | 28 de outubro      | —                             | —                             | —                |
| "Always In My Heart" (이별을 배웠어)                                                      | Joy × Seulong                                    | 4 de novembro      | 10                            | —                             | - COR: 415,367   |
| "Still" (보여)                                                                            | Kim Tae-hyun × Sunday                            | 10 de novembro     | —                             | —                             | —                |
| "Sweet Dream" (나비잠)                                                                    | Kim Hee-chul × Min Kyung-hoon                    | 19 de novembro     | 1                             | —                             | - COR: 938,837+  |
| "Love [story]"                                                                            | S.E.S.                                           | 27 de novembro     | 22                            | —                             | - COR: 63,930    |
| "Mystery"                                                                                 | Hyoyeon                                          | 2 de dezembro      | —                             | 12                            | —                |
| "Inspiration"                                                                             | Jonghyun                                         | 9 de dezembro      | —                             | 19                            | —                |
| "It's You" (그대라서)                                                                     | Luna × Shin Yong-jae                             | 16 de dezembro     | 95                            | —                             | - COR: 23,501    |
| "Have Yourself A Merry Little Christmas"                                                  | Wendy × Moon Jung-jae × Nile Lee                 | 23 de dezembro     | —                             | 46                            | —                |
| "Sound of Your Heart" (너의 목소리)                                                       | SM Town × Steve Barakatt                         | 30 de dezembro     | —                             | —                             | —                |
| 2017                                                                                      |                                                  |                    |                               |                               |                  |
| "Road" (길)                                                                               | TraxX                                            | 6 de janeiro       | —                             | —                             | —                |
| "Sparks Fly"                                                                              | Yoon Do-hyun                                     | 13 de janeiro      | —                             | —                             | —                |
| "Darling U"                                                                               | Seulgi × Yesung                                  | 22 de janeiro      | —                             | —                             | —                |
| "When My Loneliness Comes Out To You" (나의 외로움이 널 부를 때)                          | Punch                                            | 27 de janeiro      | —                             | —                             | —                |
| "Curtain" (커튼)                                                                          | Suho × Song Young-joo                            | 3 de fevereiro     | 74                            | 16                            | - COR: 70,125+   |
| "—" indica lançamentos que não entraram nas tabelas ou não foram lançados naquela região. |                                                  |                    |                               |                               |                  |

### Station X 0
| Titulo                                                                                   | Artistas                         | Data de lançamento | Melhor posição | Melhor posição | Melhor posição |
| Titulo                                                                                   | Artistas                         | Data de lançamento | KOR Gaon       | KOR Hot        | US World       |
| 2018                                                                                     | 2018                             | 2018               | 2018           | 2018           | 2018           |
| ---------------------------------------------------------------------------------------- | -------------------------------- | ------------------ | -------------- | -------------- | -------------- |
| "Page 0"                                                                                 | MeloMance x Taeyeon              | 10 de agosto       | 38             | 42             | 16             |
| "Young"                                                                                  | Baekhyun x Loco                  | 31 de agosto       | 11             | 18             | 4              |
| "We Young"                                                                               | Chanyeol x Sehun                 | 14 de setembro de  | 72             | 71             | 3              |
| "Wow Thing"                                                                              | Seulgi x SinB x Chungha x Soyeon | 28 de setembro     | 35             | 43             | 3              |
| "Written In The Stars"                                                                   | Wendy x John Legend              | 19 de outubro      | ASA            | ASA            | ASA            |
| "—" indica lançamentos que não figuraram nas paradas ou não foram lançados nessa região. |                                  |                    |                |                |                |